# Discografia degli Eurythmics

## Album

### Album in studio
| Anno | Titolo                             | Posizione massima | Posizione massima | Posizione massima | Posizione massima |
| Anno | Titolo                             | GER               | SWI               | UK                | USA               |
| ---- | ---------------------------------- | ----------------- | ----------------- | ----------------- | ----------------- |
| 1981 | In the Garden                      | —                 | —                 | —                 | —                 |
| 1983 | Sweet Dreams (Are Made of This)    | 6                 | —                 | 3                 | 15                |
| 1983 | Touch                              | 9                 | 14                | 1                 | 7                 |
| 1984 | 1984 (For the Love of Big Brother) | —                 | 18                | 23                | 93                |
| 1985 | Be Yourself Tonight                | 8                 | 9                 | 3                 | 9                 |
| 1986 | Revenge                            | 5                 | 7                 | 13                | 12                |
| 1987 | Savage                             | —                 | 10                | 7                 | 41                |
| 1989 | We Too Are One                     | 4                 | 2                 | 1                 | 34                |
| 1999 | Peace                              | 2                 | 2                 | 4                 | 25                |

### Album dal vivo
| Anno | Titolo         | Posizione massima | Posizione massima |
| Anno | Titolo         | GER               | UK                |
| ---- | -------------- | ----------------- | ----------------- |
| 1993 | Live 1983-1989 | 80                | 22                |

### Raccolte
| Anno | Titolo              | Posizione massima | Posizione massima | Posizione massima | Posizione massima |
| Anno | Titolo              | GER               | SWI               | UK                | USA               |
| ---- | ------------------- | ----------------- | ----------------- | ----------------- | ----------------- |
| 1991 | Greatest Hits       | 1                 | 2                 | 1                 | 72                |
| 2005 | Ultimate Collection | 36                | 24                | 5                 | 116               |

## Box set
- 2005 - Boxed

## Extended play
| Anno | Titolo      | Posizione massima | Posizione massima |
| Anno | Titolo      | UK                | USA               |
| ---- | ----------- | ----------------- | ----------------- |
| 1984 | Touch Dance | 31                | 115               |

## Singoli
| Anno | Titolo                                                    | Posizione massima | Posizione massima | Posizione massima | Posizione massima | Posizione massima |
| Anno | Titolo                                                    | GER               | SWI               | UK                | USA               | USA Dance         |
| ---- | --------------------------------------------------------- | ----------------- | ----------------- | ----------------- | ----------------- | ----------------- |
| 1981 | Never Gonna Cry Again                                     | —                 | —                 | 63                | —                 | —                 |
| 1981 | Belinda                                                   | —                 | —                 | —                 | —                 | —                 |
| 1982 | This Is the House                                         | —                 | —                 | —                 | —                 | —                 |
| 1982 | The Walk                                                  | —                 | —                 | 89                | —                 | —                 |
| 1982 | Love Is a Stranger                                        | —                 | —                 | 54                | —                 | —                 |
| 1983 | Sweet Dreams (Are Made of This)                           | 4                 | 8                 | 2                 | 1                 | 2                 |
| 1983 | Love Is a Stranger (riedizione)                           | 12                | —                 | 6                 | 23                | 7                 |
| 1983 | Who's That Girl?                                          | 19                | —                 | 3                 | 21                | —                 |
| 1983 | Right by Your Side                                        | 61                | —                 | 10                | 29                | 32                |
| 1984 | Here Comes the Rain Again                                 | 14                | 19                | 8                 | 4                 | 4                 |
| 1984 | Sexcrime (Nineteen Eighty-Four)                           | 3                 | 6                 | 4                 | 81                | 2                 |
| 1985 | Julia                                                     | —                 | —                 | 44                | —                 | —                 |
| 1985 | Would I Lie to You?                                       | 34                | 21                | 17                | 5                 | 5                 |
| 1985 | There Must Be an Angel (Playing with My Heart)            | 4                 | —                 | 1                 | 22                | 21                |
| 1985 | Sisters Are Doin' It for Themselves (con Aretha Franklin) | 22                | 20                | 9                 | 18                | 10                |
| 1986 | It's Alright (Baby's Coming Back)                         | 22                | 23                | 12                | 78                | —                 |
| 1986 | When Tomorrow Comes                                       | 22                | —                 | 30                | —                 | —                 |
| 1986 | Thorn in My Side                                          | 26                | —                 | 5                 | 68                | —                 |
| 1986 | The Miracle of Love                                       | 53                | 21                | 23                | —                 | —                 |
| 1987 | Missionary Man                                            | —                 | —                 | 31                | 14                | 6                 |
| 1987 | Beethoven (I Love to Listen To)                           | 28                | 19                | 25                | —                 | 6                 |
| 1987 | Shame                                                     | 53                | —                 | 41                | —                 | —                 |
| 1988 | I Need a Man                                              | —                 | —                 | 26                | 46                | 6                 |
| 1988 | You Have Placed a Chill in My Heart                       | —                 | —                 | 16                | 64                | —                 |
| 1989 | Revival                                                   | 33                | 8                 | 26                | —                 | —                 |
| 1989 | Don't Ask Me Why                                          | 56                | 30                | 25                | 40                | —                 |
| 1990 | The King and Queen of America                             | 51                | —                 | 29                | —                 | —                 |
| 1990 | Angel                                                     | —                 | —                 | 23                | —                 | —                 |
| 1990 | (My My) Baby's Gonna Cry                                  | —                 | —                 | —                 | —                 | —                 |
| 1991 | Love Is a Stranger (riedizione)                           | —                 | —                 | 46                | —                 | —                 |
| 1991 | Sweet Dreams (Are Made of This) '91                       | —                 | —                 | 48                | —                 | —                 |
| 1999 | I Saved the World Today                                   | 28                | 16                | 11                | —                 | —                 |
| 1999 | 17 Again                                                  | 73                | 67                | 27                | —                 | 1                 |
| 2005 | I've Got a Life                                           | —                 | 36                | 14                | —                 | 1                 |

## Videografia
- 1983 – Sweet Dreams (Are Made of This) - videoalbum
- 1987 – Live - concerto dal Revenge Tour
- 1987 – Savage - videoalbum
- 1990 – We Two Are One Too - videoalbum
- 1991 – Greatest Hits - videoalbum
- 2000 – Peacetour - concerto dal Peacetour
- 2005 – Ultimate Collection - videoalbum